# Pudding au tapioca
Le pudding au tapioca est un pudding sucré fait de tapioca et de lait ou de crème. Le lait de coco est également utilisé dans les cas où la saveur est préférée ou dans les régions où il est un ingrédient courant pour la cuisine. Il est fabriqué dans de nombreuses cultures avec des styles tout aussi variés et peut être produit de diverses manières. Sa consistance varie de fine (liquide) à épaisse, jusqu'à suffisamment ferme pour être mangée à la fourchette.
Le pudding peut être préparé à partir de zéro en utilisant du tapioca sous diverses formes : flocons, farine grossière, bâtonnets et perles. De nombreux mélanges emballés dans le commerce sont également disponibles.
Les écoliers britanniques ont traditionnellement surnommé ce plat « frai de grenouille », en raison de son apparence. Le Guardian l'a décrit comme « le pudding scolaire le plus détesté de Grande-Bretagne », avec des noms tels que « yeux de poisson », « frai de grenouille » et « pudding aux globes oculaires ». Il fait cependant son retour au XXIe siècle dans les restaurants étoilés Michelin et dans des endroits moins prestigieux. Dans le sud de l'Inde, un type de dessert connu sous le nom de jawhuarusee payasam, à base de perles de tapioca, est préparé pendant les fêtes.
Le pudding au tapioca était l'un des plats que les officiers de l'armée de Rhode Island mangeaient pour leurs célébrations du 4 juillet pendant le siège de Petersburg.
En Afrique, le pudding au tapioca est notamment concocté dans la cuisine ivoirienne.